# Stazione di Ortisei
La stazione di Ortisei (in tedesco Bahnhof St. Ulrich) è stata una stazione posta lungo la ferrovia della Val Gardena. Serviva il comune di Ortisei (BZ), principale centro abitato della vallata.

## Storia
La fermata venne messa in servizio contestualmente all'attivazione della linea di competenza, il 6 febbraio 1916, dopo cinque mesi di lavori.
La gestione dell'infrastruttura era curata inizialmente dalle Ferrovie Regie Imperiali dell'impero austro-ungarico (KuK). Nel 1918, al termine della prima guerra mondiale, il territorio della provincia di Bolzano passò sotto la giurisdizione dell'Italia: il governatore militare Guglielmo Pecori Giraldi decretò pertanto che la gestione della linea della Val Gardena (e quella delle relative stazioni) venisse affidata alle Ferrovie dello Stato.
In tale frangente la linea (nata per scopi legati alla logistica militare dell'esercito asburgico) venne fatta oggetto di alcuni interventi atti ad adibirla al trasporto di persone e merci a scopi civili. Completati i lavori, la ferrovia della Val Gardena (e con essa la stazione di Ortisei) fu riattivata il 5 febbraio 1919.
La stazione seguì la sorte della linea di competenza: lasciata priva di adeguati interventi di miglioramento e potenziamento, la Chiusa-Plan cessò di esistere il 28 maggio 1960. Negli anni successivi tutte le infrastrutture (fermate e stazioni incluse), ormai cadute in disuso, furono demolite.

## Strutture e impianti
La stazione era dotata da un fabbricato viaggiatori in legno; il sedime constava di tre binari (uno tronco e due di marcia, onde consentire l'incrocio tra convogli provenienti da direzioni diverse).
Le vestigia della stazione sopravvissero di poco alla chiusura della linea: il fabbricato venne infatti demolito alla fine degli anni settanta (precedentemente era stato smantellato il fascio binari, adibito a strada carrabile). Sul sito ove sorgeva la stazione è stata inoltre costruita una piazzetta, al centro della quale è collocata una delle locomotive R.410 (la numero 004) che espletarono il servizio sulla ferrovia della Val Gardena nel corso di tutta la sua vita operativa.